# Liste der portugiesischen Regionen nach Exportquote
Diese Liste zeigt die Exporte aus den sieben portugiesischen Regionen, geordnet nach Region und Jahr. Die Daten basieren auf offiziellen Statistiken des Instituto Nacional de Estatísticas.
| Position | Position              | Region                  | Exportwerte in € (2022) | Anteil an allen Exporten des Landes | Veränderung zum Vorjahr |
| 2022     | Vergleich zum Vorjahr | Region                  | Exportwerte in € (2022) | Anteil an allen Exporten des Landes | Veränderung zum Vorjahr |
| -------- | --------------------- | ----------------------- | ----------------------- | ----------------------------------- | ----------------------- |
| 1        | ▬ (0)                 | Region Norte            | 27 055 799 067          | 34,6 %                              | ▲ 16,10 %               |
| 2        | ▬ (0)                 | Metropolregion Lissabon | 23 775 789 045          | 30,4 %                              | ▲ 26,85 %               |
| 3        | ▬ (0)                 | Region Centro           | 15 111 277 235          | 19,3 %                              | ▲ 19,63 %               |
| 4        | ▬ (0)                 | Region Alentejo         | 5 729 785 220           | 7,3 %                               | ▲ 20,67 %               |
| 5        | ▬ (0)                 | Region Madeira          | 357 446 258             | 0,5 %                               | ▲ 33,77 %               |
| 6        | ▬ (0)                 | Region Algarve          | 344 811 193             | 0,4 %                               | ▲ 35,97 %               |
| 7        | ▬ (0)                 | Region Azoren           | 164 438 745             | 0,2 %                               | ▲ 26,33 %               |
|          |                       | Portugal                | 78 265 851 525          | 100 %                               | ▲ 23,02 %               |